# 4e cérémonie des Oscars
La 4e cérémonie des Oscars du cinéma, organisée par l'Academy of Motion Picture Arts and Sciences, s'est déroulée le 10 novembre 1931. Elle récompense des films sortis au cinéma entre le 1er août 1930 et le 31 juillet 1931.
La Ruée vers l'Ouest a remporté l'Oscar du meilleur film. C'est le premier western à accomplir cet exploit et cela ne se reproduira plus avant cinquante-neuf ans, avec Danse avec les loups en 1990. C'est également le premier film à recevoir sept nominations et trois Oscars, brisant les records établis les années précédentes.
Jackie Cooper devient le premier « enfant star » à recevoir une nomination. Il est le deuxième plus jeune à avoir reçu une nomination dans l'histoire des récompenses, ainsi que le seul acteur de moins de dix-huit ans nommé pour l'Oscar du meilleur acteur.
Lors de cette cérémonie, l'Oscar de la meilleure histoire originale, déjà présent lors de la toute première cérémonie, fait sa réapparition après deux ans d'absence.

## Palmarès et nominations

### Meilleur film
- La Ruée vers l'Ouest (Cimarron) produit par William LeBaron pour RKO Pictures
  - East Lynne produit par Winfield Sheehan pour Fox Film Corporation
  - The Front Page produit par Howard Hughes pour United Artists
  - Skippy produit par Adolph Zukor pour Paramount Pictures
  - Trader Horn produit par Irving Thalberg pour Metro-Goldwyn-Mayer

### Meilleur réalisateur
- Norman Taurog pour Skippy
  - Clarence Brown pour Âmes libres (A Free Soul)
  - Lewis Milestone pour The Front Page
  - Wesley Ruggles pour La Ruée vers l'Ouest (Cimarron)
  - Josef von Sternberg pour Cœurs brûlés (Morocco)

### Meilleur acteur
- Lionel Barrymore dans Âmes libres (A Free Soul)
  - Jackie Cooper dans Skippy
  - Richard Dix dans La Ruée vers l'Ouest (Cimarron)
  - Fredric March dans The Royal Family of Broadway
  - Adolphe Menjou dans The Front Page

### Meilleure actrice
- Marie Dressler dans Min and Bill
  - Marlene Dietrich dans Cœurs brûlés (Morocco)
  - Irene Dunne dans La Ruée vers l'Ouest (Cimarron)
  - Ann Harding dans Holiday
  - Norma Shearer dans Âmes libres (A Free Soul)

### Meilleur mixage de son
- Paramount Publix Studio Sound Department
  - MGM Studio Sound Department
  - RKO Radio Studio Sound Department
  - Samuel Goldwyn-United Artists Studio Sound Department

### Meilleure direction artistique
- La Ruée vers l'Ouest (Cimarron) - Max Rée
  - L'Amour en l'an 2000 (Just Imagine) - Stephen Goosson et Ralph Hammeras
  - Cœurs brûlés (Morocco) - Hans Dreier
  - Svengali - Anton Grot
  - Whoopee! - Richard Day

### Meilleure photographie
- Tabou (Tabu) - Floyd Crosby
  - La Ruée vers l'Ouest (Cimarron) - Edward Cronjager
  - Cœurs brûlés (Morocco) - Lee Garmes
  - The Right to Love - Charles Lang
  - Svengali - Barney McGill

### Meilleur scénario adapté
- La Ruée vers l'Ouest (Cimarron) - Howard Estabrook
  - Le Code criminel (The Criminal Code) - Seton I. Miller and Fred Niblo Jr.
  - Holiday - Horace Jackson
  - Le Petit César (Little Caesar) - Francis Edward Faragoh and Robert N. Lee
  - Skippy - Joseph L. Mankiewicz and Sam Mintz

### Meilleure histoire originale
- La Patrouille de l'aube (The Dawn Patrol) – John Monk Saunders
  - Au seuil de l'enfer (The Doorway to Hell) – Rowland Brown
  - Laughter – Harry d'Abbadie d'Arrast, Douglas Doty et Donald Stewart
  - L'Ennemi public (The Public Enemy) – John Bright et Kubec Glasmon
  - Smart Money – Lucien Hubbard et Joseph Jackson

## Statistiques

### Nominations multiples
7 : La Ruée vers l'Ouest
4 : Skippy et Cœurs brûlés
3 : The Front Page et Âmes libres
2 : Holiday et Svengali

### Récompenses multiples
3 : La Ruée vers l'Ouest

### Grand perdant
0/4 : Cœurs brûlés